# جنگل بارانی معتدله

نقشه پراکنش جنگل‌های بارانی معتدله

جنگل بارانی معتدله (انگلیسی: Temperate rainforest) عنوان پوشش گیاهی و جنگلی است که در خط رویش مناطق معتدل قرار گرفته است. پوشش گیاهی این مناطق ترکیبی از مخروطیان و پهن‌برگان می‌باشد. جنگل بارانی معتدله در طول سال میزان بارندگی بسیار زیادی دارد.

## نگارخانه

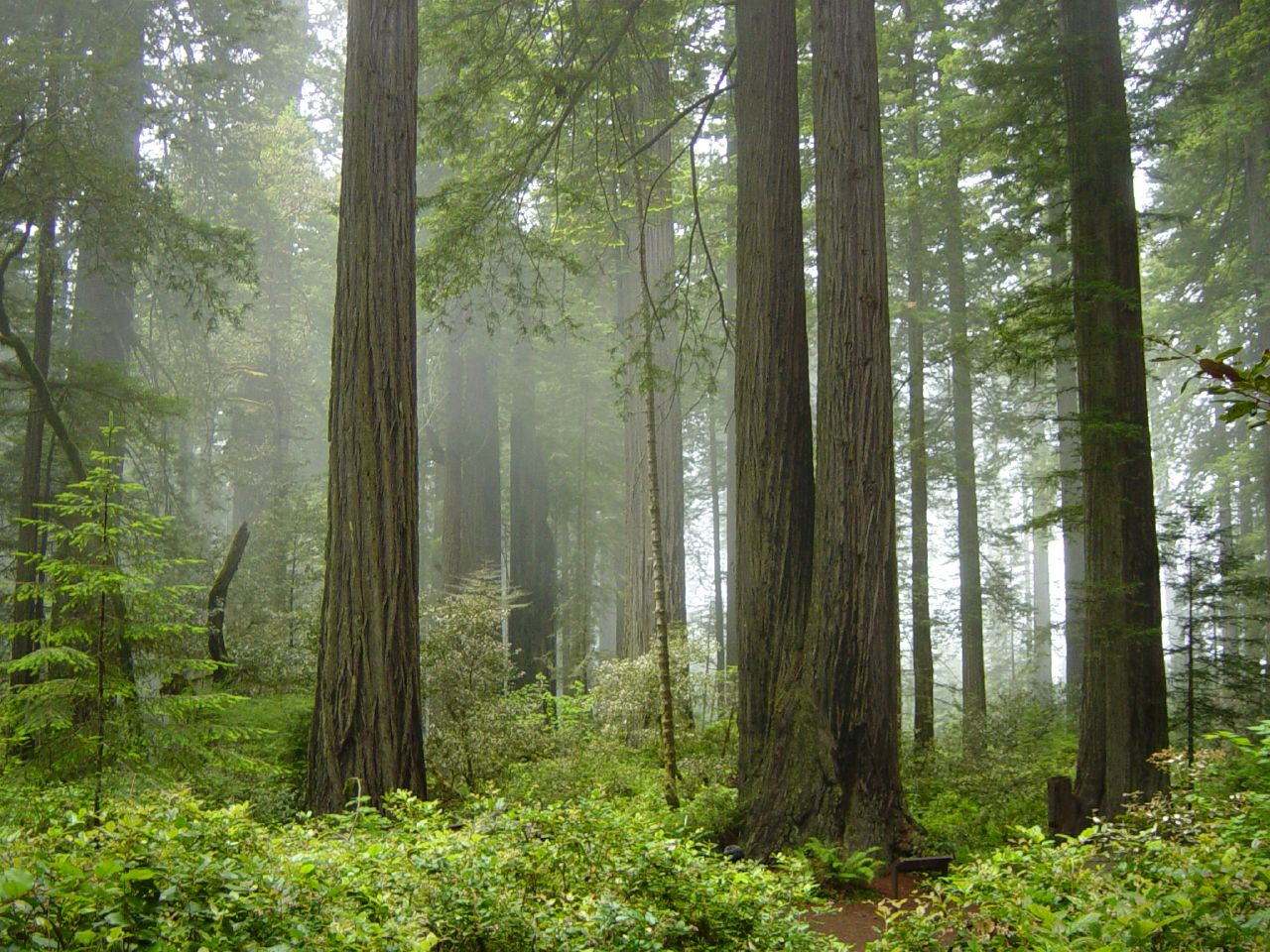
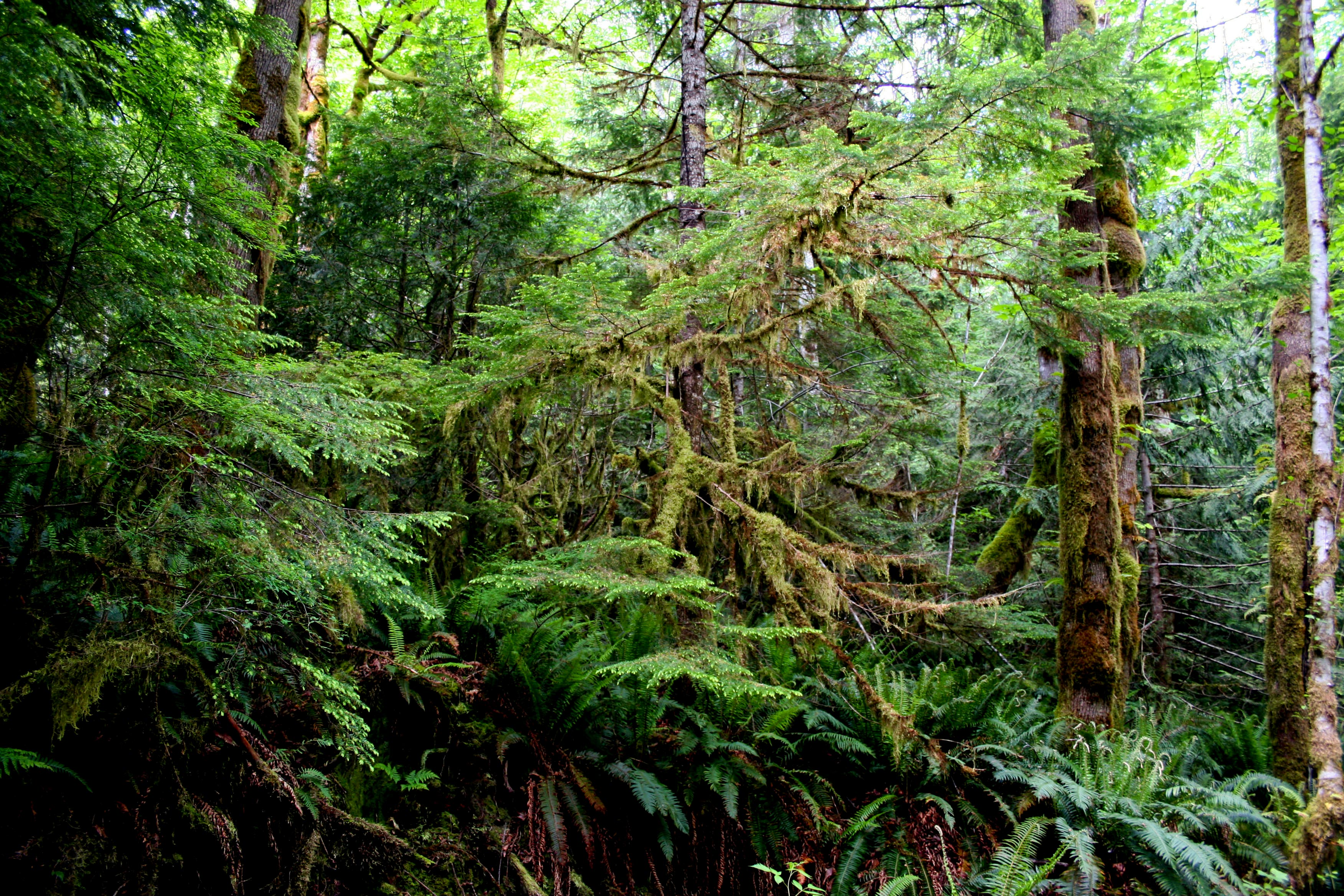
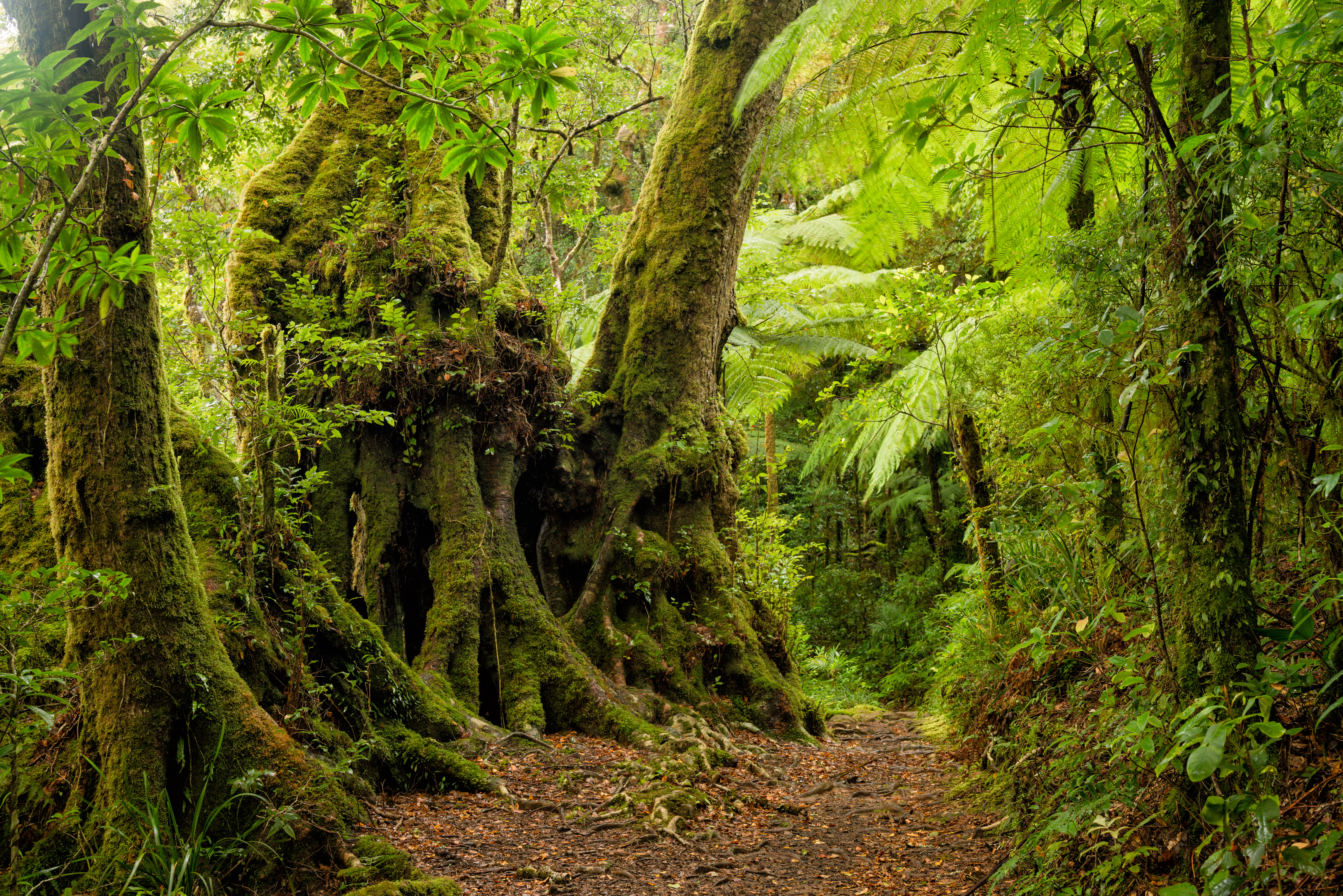
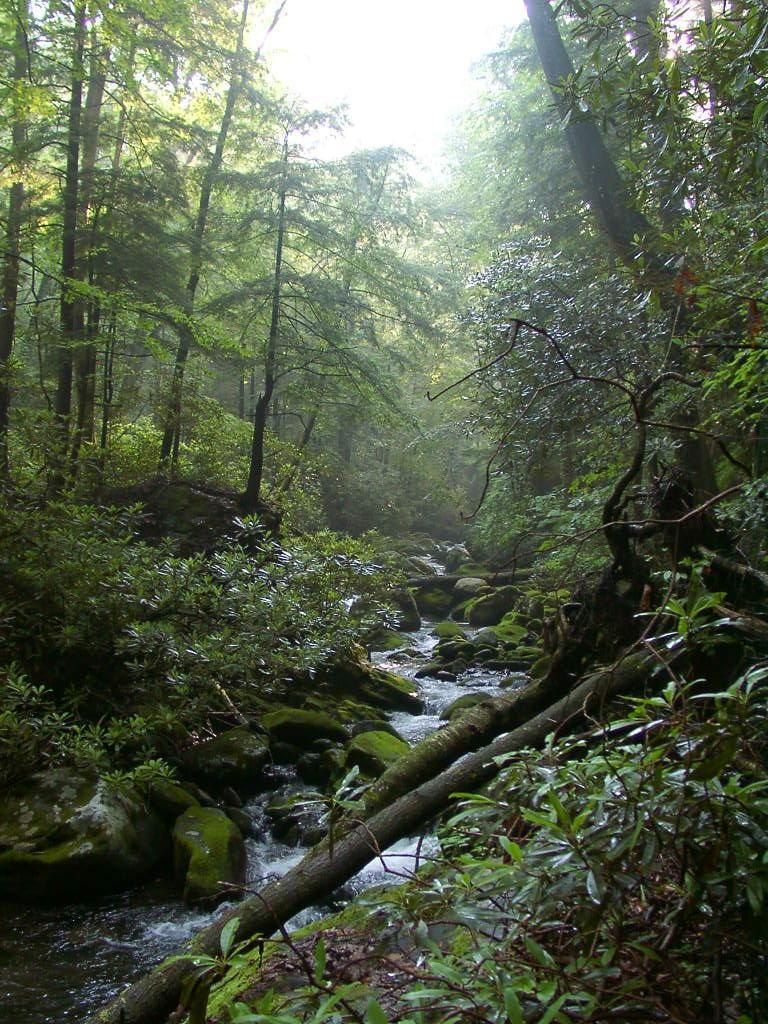